# Edwin O'Donovan
Edwin O'Donovan (11 de junho de 1914 — 22 de abril de 2000) é um diretor de arte estadunidense. Venceu o Oscar de melhor direção de arte na edição de 1979 por Heaven Can Wait, ao lado de Paul Sylbert e George Gaines.